# Culex carleti
Culex carleti är en tvåvingeart som beskrevs av Jacques Brunhes och Ravaonjanahary 1971. Culex carleti ingår i släktet Culex och familjen stickmyggor.
Artens utbredningsområde är Madagaskar. Inga underarter finns listade i Catalogue of Life.